# Guamaré
Guamaré es un municipio localizado en el estado de Rio Grande do Norte (Brasil), forma parte de la microrregión de Macau, de la Mesorregión Central Potiguar y del Polo Costa Blanca. De acuerdo con el IBGE (Instituto Brasileño de Geografía y Estadística), en el año 2005 su población era estimada en 9.444 habitantes. Área territorial de 259 km².
Guamaré se destaca por ser el uno de los municipios que más produce petróleo, como recibe también en su territorio el Polo Industrial de Guamaré de la Petrobras.